# Randi Zuckerberg

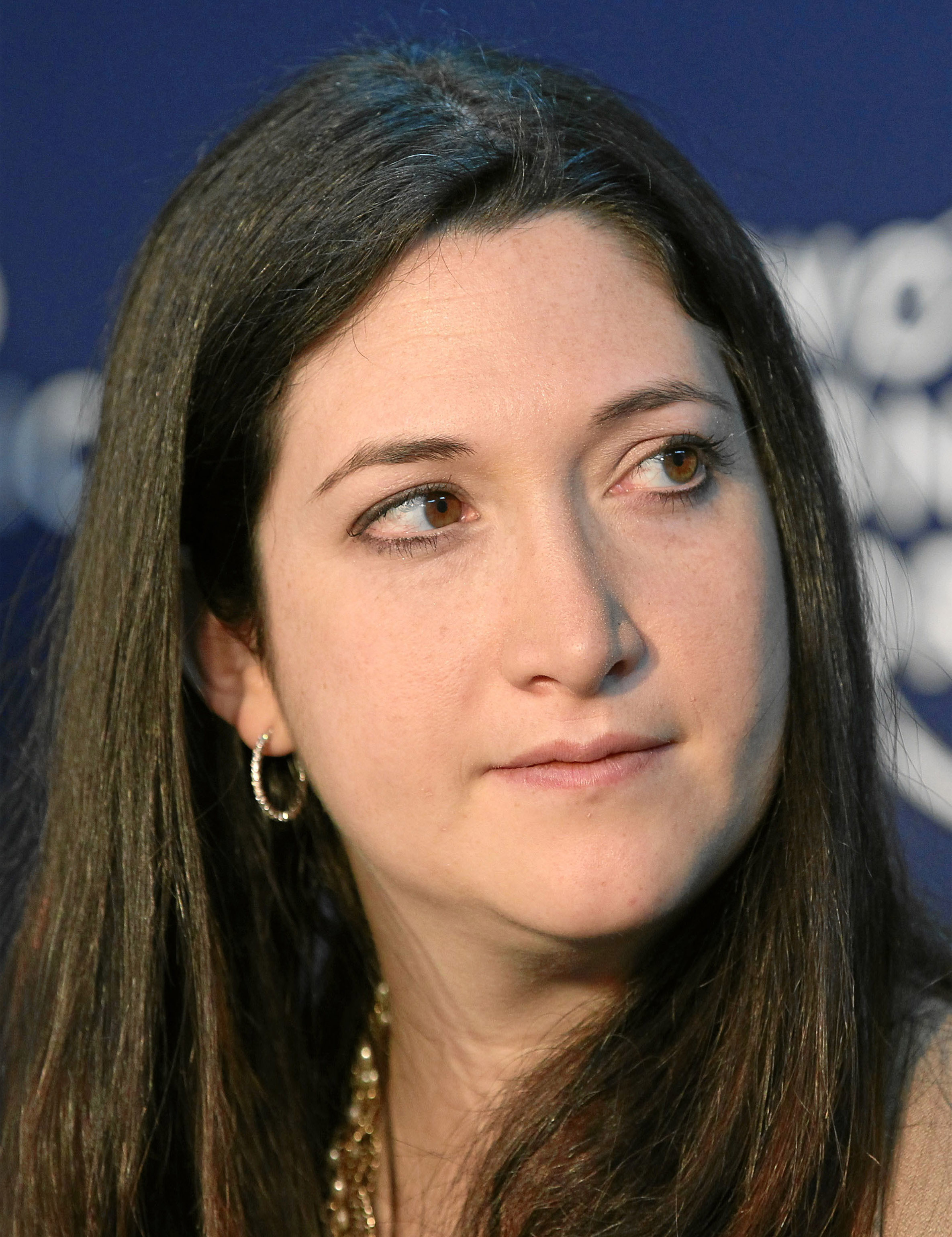
Randi Zuckerberg (2012)

Randi Jayne Zuckerberg (ur. 28 lutego 1982) – amerykańska businesswoman. Jest byłą dyrektorką ds. rozwoju rynku i rzeczniczką Facebooka oraz siostrą współzałożyciela i dyrektora generalnego firmy Marka Zuckerberga. Zanim zaczęła pracę na Facebooku była panelistką Forbes on Fox. Od maja 2014 roku jest założycielką i dyrektorem generalnym Zuckerberg Media, redaktor naczelną (EIC) serwisu internetowego Dot Complicated i twórczynią Dot., anonimowego serialu telewizyjnego o młodej dziewczynce (tytułowej Dot), wykorzystującej technologię do wzbogacenia doświadczeń edukacyjnych i zajęć rekreacyjnych, który emitowany jest na Sprout. W 2007 roku Zuckerberg wystąpiła z Iriną Slutsky i Davidem Pragerami w parodiowskim teledysku, śpiewając o nowo powstałym telefonie iPhone.

## Życiorys
Po ukończeniu studiów na Harvardzie, Randi Zuckerberg pracowała przez dwa lata w marketingu dla firmy reklamowej Ogilvy & Mather. W wielu artykułach i wywiadach twierdziła, że była to dla niej wymarzona praca, która sprawiała jej radość oraz przyczyniała się do rozwoju kariery zawodowej.

### Facebook
Pod koniec 2004 roku, brat Randi – Mark, poprosił ją o dołączenie do jego startupowej firmy Facebook, ponieważ zmagał się z niedoborem pracowników, którzy byliby chętni podróżować i wyjaśniać jego koncepcje. Randi objęła pozycję, która wymagała relokacji i obniżenia pensji, ale zachowywała opcje na akcje. Randi wyjawiła, że początkowo myślała, że jest to praca tymczasowa, która może trwać pół roku. Jej wizyta w Dolinie Krzemowej, która jest częścią napędzanej innowacją społeczności, sprawiła, że zafascynowała się obecnymi tam możliwościami i została tam na lata.
W 2010 roku, Zuckenberg była jedną spośród pięćdziesięciu „Digital Power Players” według magazynu The Hollywood Reporter. Była również organizatorką i korespondentką debat dla ABC News / Facebook partii Demokratycznej i Republikańskiej Stanów Zjednoczonych w prawyborach w 2008 roku. Pełniła również funkcję korespondenta dla CNN/ Facebook w dniu inauguracji współpracy (Inauguration Day Partnership) w 2009 roku, podczas eventu the Comcast Facebook Diaries i w Narodowej Konwencji Partii Demokratycznej (DNC) oraz Narodowej Konwencji Partii Republikańskiej w 2008 roku.
Kiedy zajęła politycznie neutralne stanowisko, w rozmowie z The Wall Street Journal wyjawiła, że jej zespół dziennikarzy z Facebooka został potraktowany na Konwencji Partii Demokratycznej „jak gwiazdy rocka”. Wieczorem 2 listopada 2010 roku Zuckerberg pracowała przy spotkaniach „town hall” zorganizowanych przez ABC News w ramach telewizyjnej relacji z krajowych wyborów mających miejsce w połowie kadencji prezydenta w USA. Siedmiogodzinne wydarzenie było relacjonowane wyłącznie zarówno na Facebooku, jak i na stronie ABC.

### Post-Facebook
W sierpniu 2011 roku Zuckerberg zrezygnowała z pracy dla Facebooka i ogłosiła założenie nowej firmy w branży social media zwanej „Zuckerberg Media”. Od momentu założenia Zuckerberg Media, Randi zajmowała się produkcją show i treści cyfrowych dla BeachMint, the Clinton Global Initiative, Cirque du Soleil, the United Nations (ONZ), Conde Nast i Bravo.

### Publikacje
Zuckerberg jest autorką książki Spark Your Career in Advertising. We wrześniu 2013 roku wydała swoje pierwsze książki z pomocą wydawnictwa HarperCollins – książkę dla dorosłych, opartą na faktach zatytułowaną Dot Complicated i obrazkową książkę dla dzieci zatytułowaną Dot.

### Wystąpienia telewizyjne
Zuckerberg pojawiła się w Today Show 26 stycznia 2016 roku w programie w odcinku zatytułowanym „2016 Netiquette”, w którym mówiła o współczesnej netykiecie.

### Gra aktorska
W adaptacji kreskówki Dot, udzieliła głosu postaci Ms. Randi, nauczycielce muzyki uczącej Dot, która zajmowała się chórem dziecięcym funkcjonującym przy ośrodku kultury.

## Poglądy
W 2011 roku Zuckerberg opowiadała się za zniesieniem anonimowości w Internecie w celu ochrony dzieci i młodzieży przed cyberprzemocą. Zuckerberg wyjaśniła jak anonimowość chroni sprawców.

## Życie prywatne
Zuckerberg i jej mąż Brent Tworetzky mają dwóch synów Asher i Simi. Rodzina mieszka w Nowym Jorku.